# Burg Buch (Schwäbisch Hall)
Die Burg Buch ist eine abgegangene Höhenburg auf 345 m ü. NN beim Ortsteil Buch der Stadt Schwäbisch Hall im Landkreis Schwäbisch Hall in Baden-Württemberg.
Der Burgstall liegt etwa 700 Meter nördlich des Weilers Buch auf dem Mündungssporn des Hirtenbachs in die Bühler. Die Burg wurde 1380 erwähnt. Von der ehemaligen Burganlage sind nur noch Reste des Burghügels und des Halsgrabens erhalten.